# Machilida
I Machilida sono un gruppo di piccoli insetti atteri, appartenenti alla sottoclasse Apterygota.

## Inquadramento sistematico e descrizione
Secondo i più recenti schemi tassonomici costituiscono un ordine indipendente, con il nome di Archaeognatha, mentre nella tassonomia classica rappresentano un sottordine dei Thysanura. A differenza degli altri Tisanuri, denominati "pesciolini d'argento", sono ottimi saltatori: infatti quando sono disturbati flettono l'addome poggiandolo al substrato e spiccano salti superiori anche ai 10 centimetri.

## Caratteri di riconoscimento
La maggior parte dei Machilida è rappresentata da piccoli insetti di colore grigio, con il corpo generalmente lungo 20 mm o poco più. Hanno abitudini notturne e si nutrono utilizzando un'ampia varietà di materiale vegetale, tra cui: alghe, licheni, vegetazione in decomposizione, ecc.
Possono essere riconosciuti per le seguenti caratteristiche:
- sono atteri
- hanno un corpo allungato che si assottiglia nella parte posteriore dell'addome
- il corpo è ricoperto da minutissime squame
- le antenne sono lunghe, filiformi, formate da moltissimi piccoli articoli
- l'estremità posteriore dell'addome porta tre sottili cerci di cui quello mediano è più grosso dei due laterali
- le mandibole sono articolate per mezzo di un solo condilo
- gli occhi composti sono ravvicinati nella parte mediana del capo e sul vertice del capo sono presenti tre ocelli

## Ciclo vitale
I Machilida depongono fino a 15 soffici uova di colore arancio in fessure o buchi incisi con i loro lunghi ovopositori.

Lo sviluppo ninfale avviene lentamente, impiegano due o tre anni per raggiungere la maturità, e durante questo periodo possono avere fino a nove mute.
Le ninfe somigliano a dei piccoli adulti e potranno continuare ad avere delle mute per tutta la loro vita.

## Habitat
Ogni ambiente naturale è buono per ospitare questo gruppo di insetti che, però, rivolgono le loro preferenze ad ambienti umidi e possono essere ritrovati sotto le cortecce degli alberi, nel suolo, sotto lettiere di foglie o nelle fessure delle rocce. Alcune specie popolano la base di scogliere costiere mentre altre preferiscono ambienti di foresta pluviale.

## Sistematica
Comparsi nel Carbonifero superiore sono ancora presenti con almeno 350 specie, distribuite in due famiglie:
- Machilidae
- Meinertellidae